# Operació Castigar
L'Operació Castigar (anglès: Operation "Chastise") va ser el nom oficial dels atacs portats a terme pel 617è Esquadró (a partir d'aquell moment conegut com els Dambusters) contra preses d'aigua alemanyes la nit del 16-17 de maig de 1943, usant una bomba de rebot especialment inventada i desenvolupada per Barnes Wallis. Les preses de Möhne i d'Eder van rebentar, causant inundacions catastròfiques a la vall del Ruhr, mentre que la presa de Sorpe va patir danys menors.

## Rerefons
Abans de la II Guerra Mundial, el Ministeri de l'Aire britànic havia identificat la vall del Ruhr, molt industrialitzada, i especialment les seves preses, com a objectius estratègics importats: a més de proveir energia hidroelèctrica també subministraven aigua potable i aigua pel sistema de canals de transport. Els mètodes usats per atacar les preses van ser estudiats amb gran cura. Els càlculs indicaven que atacs aeris repetits amb grans bombes podrien ser efectius, però requeririen un nivell tan acurat que el Comandament de Bombarders seria incapaç d'assolir enmig de les defenses enemigues.

## Concepte
La missió sorgí a partir del concepte d'una bomba dissenyat per Barnes Wallis i desenvolupat pel seu equip a Vickers. Wallis era un dissenyador aeronàutic que havia treballat amb els bombarders Vickers Wellesley i Vickers Wellington. Mentre que treballava amb els avions també començà a treballar en una bomba dissenyada específicament per destruir una presa.
La idea inicial de Wallis era llançar una bomba de 10 tones des d'una alçada de 40.000 peus (12.200 metres). Aquesta idea formava part del concepte de bomba terratremol. Però en aquells moments no hi havia cap bombarder capaç de volar a aquella alçada amb aquella càrrega.
Una càrrega explosiva molt menor seria suficient si podia ser feta explotar directament contra la presa per sota de la superfície de l'aigua, però les principals preses alemanyes estaven protegides per xarxes anti-torpedes per evitar atacs així.

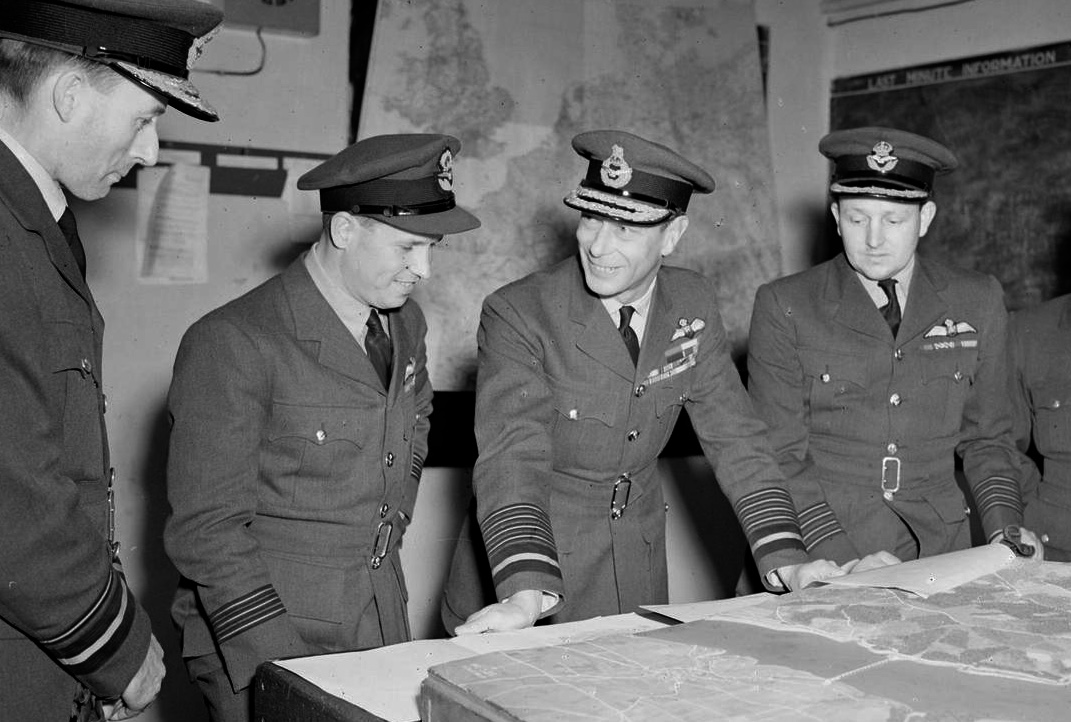
El Vicemariscal de l'Aire Ralph Cochrane, el Comandant d'Ala Guy Gibson, el Rei Jordi VI i el Capità de Grup John Whitworth parlen sobre l'Atac dels Dambusters el maig de 1943.

Wallis aconseguí resoldre aquest inconvenient: una bomba en forma de tambor girant cap enrere a més de 500 revolucions per minut, llançada a una alçada suficientment baixa i a la velocitat correcte, podria saltar sobre una distància significativa sobre la superfície de l'aigua mitjançant una sèrie de rebots abans d'arribar al mur de la presa. El seu gir residual dirigiria la bomba cap a la base de la presa sota l'aigua. Usant un fusible hidroestàtic, una caiguda precisa podria superar les defenses de la presa i permetre que la bomba explotés contra la presa.
Després d'algunes proves i diverses trobades d'enginyeria, el 26 de febrer de 1943 s'adoptà la idea. La bomba va rebre el nom clau "Upkeep", i la data de l'objectiu va situar-se pel maig, quan els nivells de l'aigua estiguessin al seu màxim nivell i les trencadisses a les preses ocasionessin els majors danys.

### Assignació de la missió
El 5è Grup de la RAF va rebre l'ordre de portar a terme la missió, el qual formà un nou esquadró específic per a ella, anomenat inicialment "Esquadró X" (el seu nomenament havia sobrepassat la burocràcia responsable de batejar esquadrons). Comandat pel Comandant d'Ala Guy Gibson, un veterà amb més de 170 missions de bombardeig, es triaren 21 tripulacions del Grup per unir-se al nou esquadró amb seu a RAF Scampton, a 5 milles al nord de Lincoln.

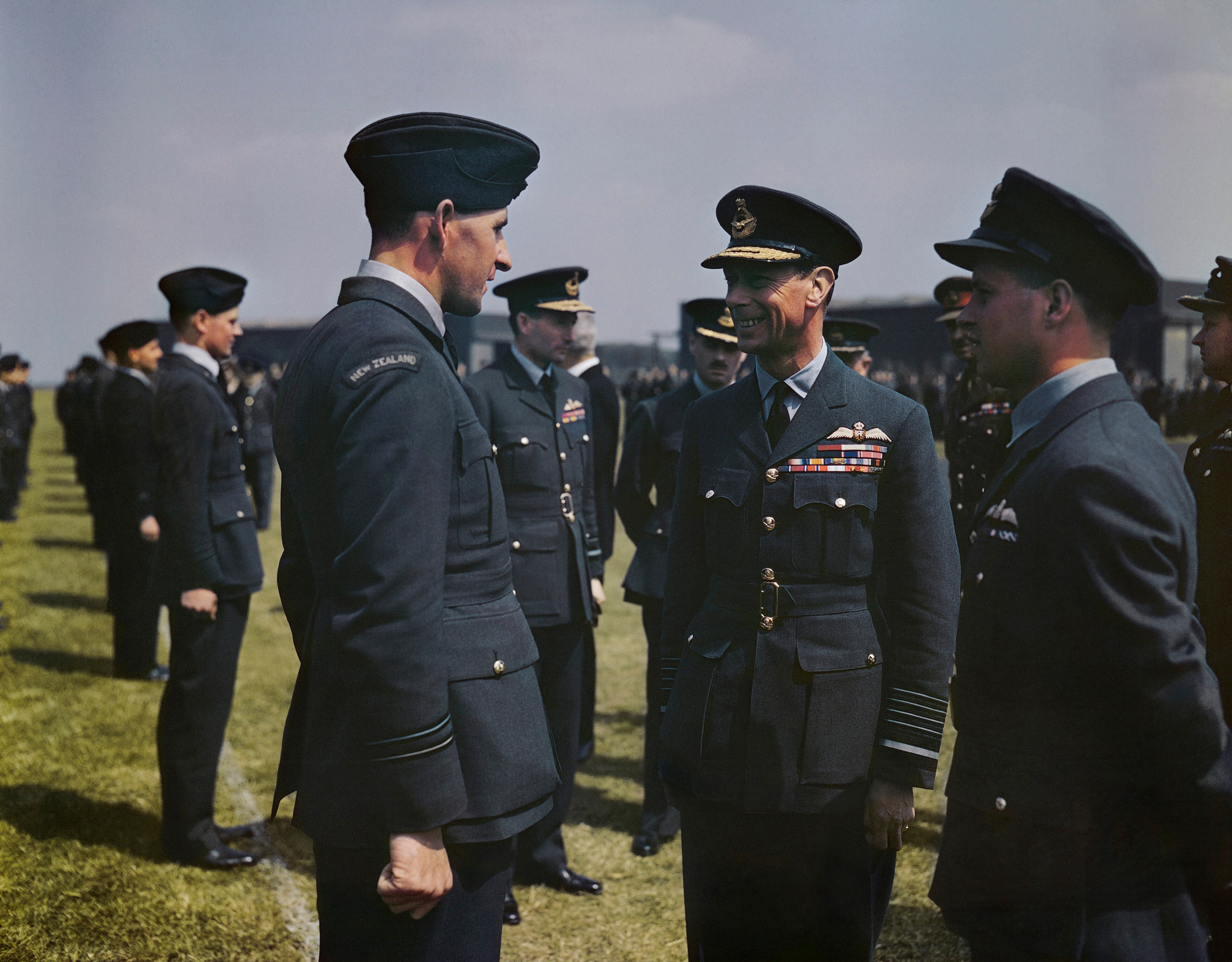
El Rei Jordi VI parla amb el Tinent de vol Less Munro

Els objectius seleccionats van ser dues preses claus a la zona superior de la zona industrial del Ruhr: la Presa de Möhne i la Presa de Sorpe, amb la Presa d'Eder al riu Eder, que desembocava al Weser, com a objectiu secundari. Tot i que la pèrdua d'energia hidroelèctrica era important, la pèrdua del subministrament d'aigua a la indústria, ciutats i canals tindria un efecte major. A més, hi havia una inundació potencial devastadora si les preses es trencaven.
Els avions eren Avro Lancaster Mk IIIs modificats, coneguts com a B Mark III Special (Type 464 Provisioning). Per reduir pes, es retirà gran part del blindatge intern, així com la torreta de la metralladora superior central. La mida de la bomba, amb la seva forma inusual, va obligar a retirar les portes de la bodega de bombes, i la pròpia bomba penjava parcialment a sota del fuselatge de l'avió. Van ser muntades sobre dues crosses, i abans de llançar-se havien d'accelerar-se fins a la velocitat requerida mitjançant un motor auxiliar.

### Preparatius
Per bombardejar des d'una alçada de 60 peus (18 metres) i a una velocitat de 390 km/h, i a una distància pre-seleccionada de l'objectiu, es necessitaven tripulacions expertes. Així doncs, començà un entrenament intensiu de vols nocturns i a baixa altitud.

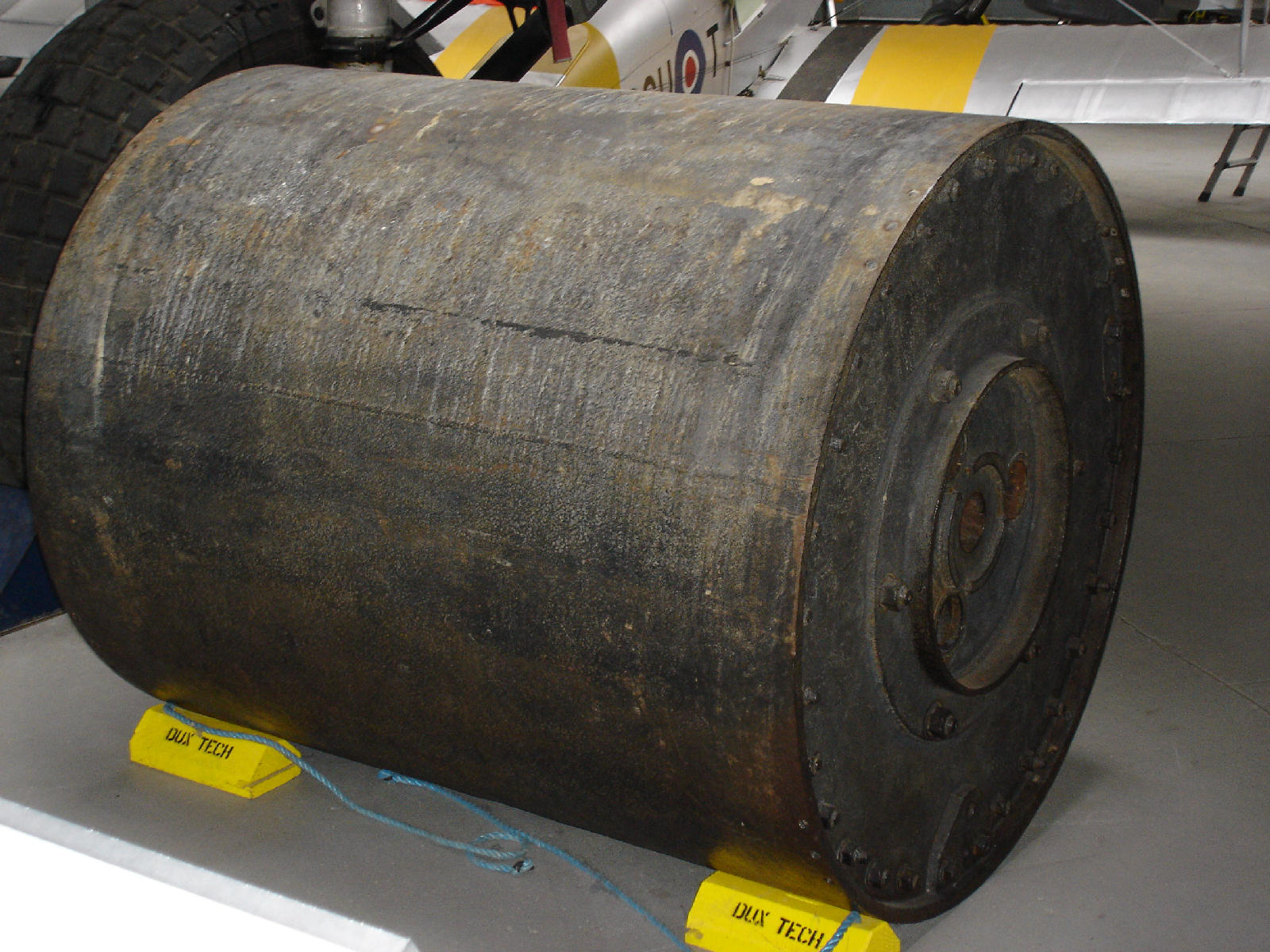
Una bomba de rebot "Unkeep" original, del Imperial War Museum Duxford

Havien diversos problemes tècnics per resoldre, el primer d'ells determinar quan estaria l'avió a una distància òptima del seu objectiu. Tant les preses de Möhne com d'Eder tenien torres al final. Es dissenya un sistema especial d'orientació amb dues puntes fent el mateix angle que el de les torres a la distància correcta de la presa, mostraria quan llançar la bomba.

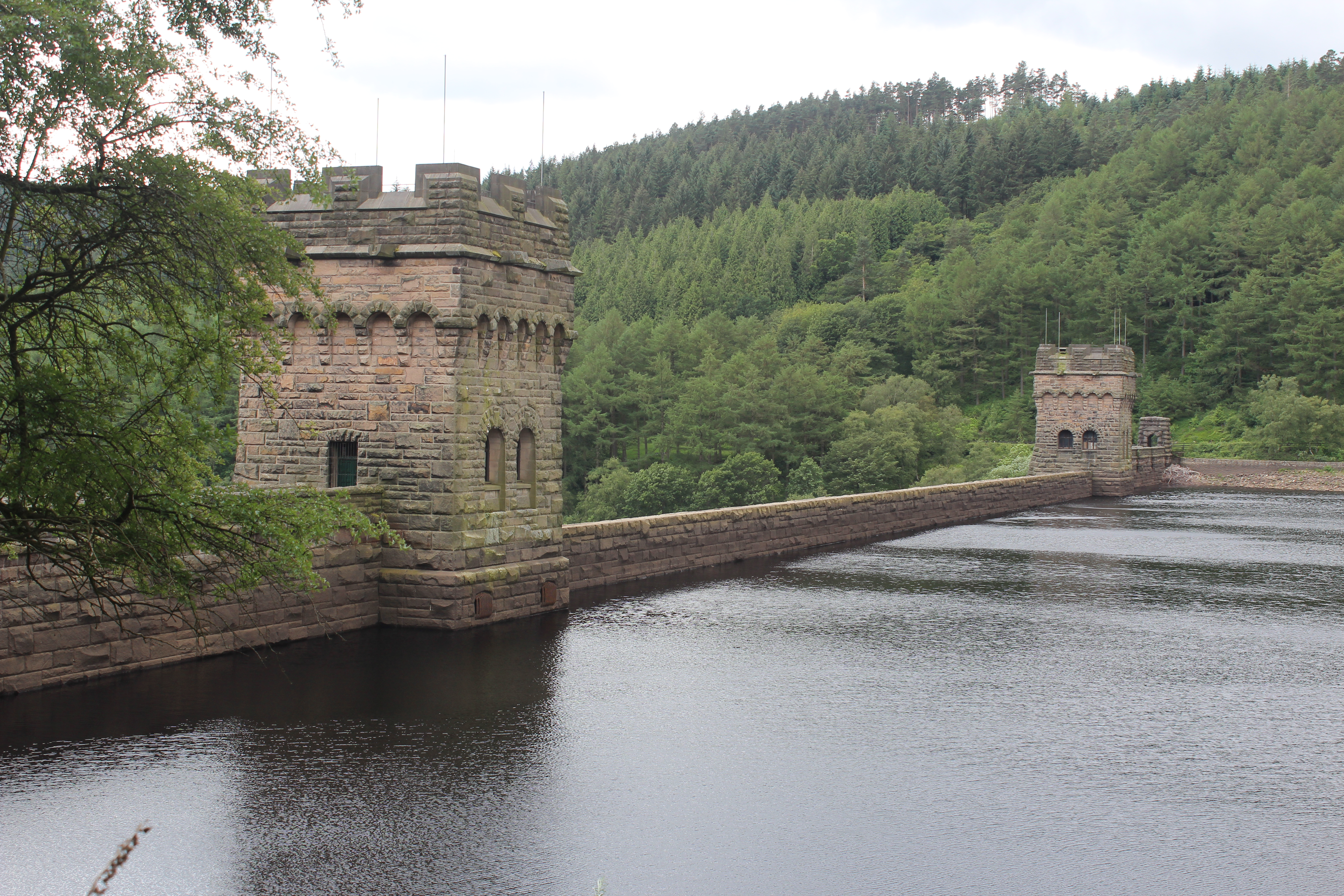
Embassament de Derwent, on es feien les proves de pràctica.

El segon problema era determinar l'altitud dels avions, car els altímetres baromètrics llavors no tenien la suficient exactitud. Es muntaren dos focus, un sota el morro de l'avió i l'altre sota el fuselatge, de manera que quan es trobessin a l'alçada correcta els llums convergirien sobre la superfície de l'aigua. Les tripulacions van practicar-ho sobre la Reserva Eyebrook a Leicestershire / Rutland, a la Presa Abberton prop de Colchester, a la Presa Derwent de Derbyshire, i a la Laguna de la Flota, Chesil Beach, Dorset. La mateixa bomba/mina va ser provada a les preses de la vall d'Elan.
Les bombes van ser lliurades a l'esquadró el 13 de maig, després de les proves finals el 29 d'abril. El 15 de maig a les 18:00, a una reunió a la casa de Whitworth, Gibson i Wallis van esbossar quatre tripulacions claus: Maudslay i Young, els dos comandants de vol, Hopgood, que faria de segon de Gibson a Möhne i el tinent de vol Bob Hay, el cap de l'esquadró de bombardeig. La resta de tripulacions van comentar-se en una sèrie de reunions l'endemà, que començà amb una reunió de pilots, navegants i bombarders l'endemà.

### Organització
L'esquadró va ser dividit en 3 grups: 
- Formació N. 1, composta per nou avions en tres grups, pilotats per Gibson, Hopgood i Martin; Young, Maltby i Shannon; Maudslay, Astell i Knight. La seva missió era atacar el Möhne. Si a algun avió li quedaven bombes, hauria d'atacar l'Eder.
- Formació N. 2, composta per cinc avions, pilotats per McCarthy, Byers, Barlow, Rice i Munro. Havien d'atacar Sorpe.
- Formació N. 3. Formava una reserva mòbil consistent en avions pilotats per Anderson, Townsend, Brown, Ottley i Burpee, que s'enlairarien dues hores després el 17 de maig, per atacar tant les preses principals o secundàries a Schwelm, Ennepe i Diemel.

Dues tripulacions no van poder participar en la missió per malaltia.
La Sala d'Operacions de la missió va emplaçar-se al Quarter General del Grup 5 a St Vincents Hall Grantham, Lincolnshire. Els codis de la missió, transmesos en Morse eren Goner per bomba llançada, Nigger si la presa de Möhne era destruïda i Dinghy si es destruïa la d'Eder. Nigger era el Labrador retriever negre de Gibson, el qual va morir el matí de l'atac. Dinghy era una referència a Young: ell i la seva tripulació havien hagut de fer diversos aterratges d'emergència al mar i "Dinghy" van rebre el sobrenom de pels salvavides inflables.

## L'atac

Usant dos focus per ajustar l'altitud, un Lancaster (en aquest cas AJ-J), llançà una bomba de rebot que sobrepassà les xarxes de torpedes que protegien la presa. Després de l'impacte, la bomba s'enfonsava cap a la base de la presa i explotava.

### La sortida
Els avions atacants van usar dues rutes, evitant acuradament les concentracions conegudes de bateries antiaèries, i amb un horari calculat perquè travessessin simultàniament la costa enemiga. Els primers avions, els de la Formació 2, que havien de seguir la ruta nord, més llarga, s'enlairaren a les 21:28. El bombarder de McCarthy va tenir problemes hidràulics i va enlairar-se en una onada de reserva 20 minuts més tard.
La Formació 1 va enlairar-se en grups de tres a intervals de deu minuts, començant a les 21:39. La formació de reserva no va enlairar-se fins a les 00:09 del 17 de maig.
La Formació 1 penetra a l'Europa continental entre Walcheren i Schouwen, sobrevolà les bases aèries de Gilze-Rijen i Eindhoven, girà sobre les defenses del Ruhr, i girà cap al nord per evità Hamm abans de virar al sud per dirigir-se cap al riu Möhne. La Formació 2 volà encara més al nord, sobrevolant Vlieland i travessant el IJsselmeer abans de tornar a la ruta 1 prop de Wesel i dirigint-se al sud per sota el Möhne cap al riu Sorpe.
Els bombarders volaven baixos, a 100 peus (30 metres) d'alçada, per tal d'evitar ser detectats pels radars. El Sergent de Vol George Chalmers, operador de ràdio de l'avió "O d'Orange", mirà per la cúpula astral i va quedar-se bocabadat quan va veure que el seu pilot volava cap a l'objectiu enmig d'un tallafoc d'un bosc, per sota del nivell dels arbres. (en el vol de tornada sobre la costa holandesa, els projectils antiaeris alemanys que atacaven els avions podien veure's com queien al mar.)

### Primeres baixes
Les primeres baixes van arribar poc després d'arribar a la costa holandesa. A la Formació 2 no li va anar bé: l'avió de Munro va perdre la seva ràdio a causa del foc antiaeri i girà cap al IJsselmeer, mentre que Rice volà massa baix, va colpejar el mar i perdé una bomba a l'aigua; es recuperà i tornà a la base. Els Lancasters de Barlow i Byers van travessar la costa cap a l'illa de Texel. El bombarder de Byer va ser abatut pel foc antiaeri poc després, i s'estavellà al Waddenzee. Només el bombarder retardat de McCarthy va sobreviure per travessar els Països Baixos. A més, la Formació 1 va perdre el bombarder d'Astell prop del llogaret de Marbeck, Alemanya, quan el seu Lancaster topà amb cables elèctrics d'alta tensió i s'estavellà en un camp.

### Atac sobre la Presa de Möhne

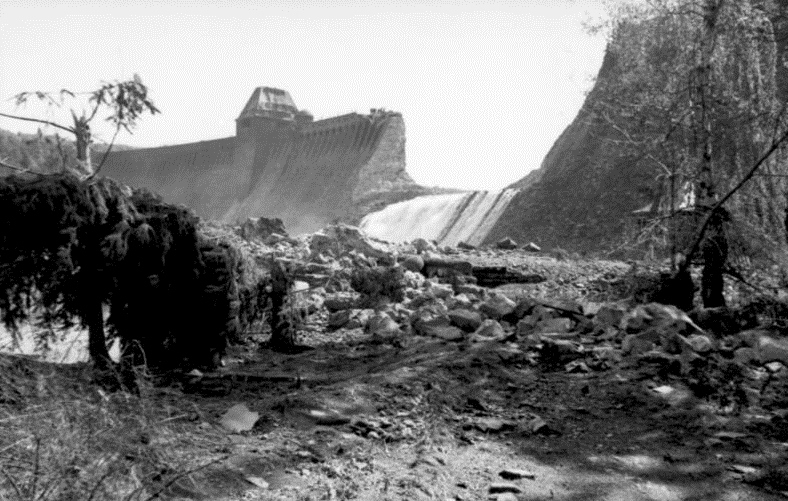
La Presa de Möhne després de l'atac

La Formació 1 arribà al llac Möhne i l'avió de Gibson (G de George) va fer la primera volta, seguit pel de Hopgood (M de Mother). L'avió de Hopgood va ser tocat pel foc antiaeri i va perdre alçada, rebent l'ona expansiva de la seva pròpia bomba, estavellant-se poc després quan una ala es desintegrà. Tres membres de la tripulació van aconseguir abandonar amb èxit l'avió, però només dos d'ells van aconseguir sobreviure. Després, Gibson volà la presa per allunyar el foc antiaeri del trajecte de Martin. El bombarder de Martin (P de Popsie) estava danyat però aconseguí atacar amb èxit. El següent, Young (A d'Apple) també va volar amb èxit, i després d'ell, Maltby (J de Johnny), que va ser quan, finalment, la presa rebentà. Gibson, amb Young acompanyant-lo, guià a Shannon, Maudslay i Knight a l'Eder. A l'atac sobre el Möhne un dels bombarders envià un missatge sobre l'atac, transmès a la base per un TR.1142 (Transmisor Receptor) de GEC, car la distància era massa gran per fer una transmissió directa per VHF.

### Atac sobre la Presa d'Eder

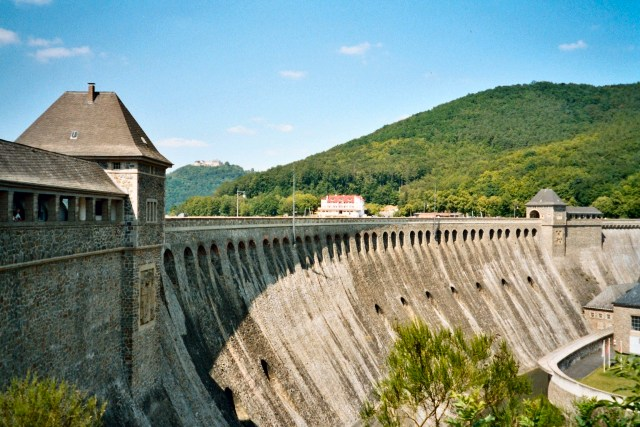
Fotografia recent de la Presa d'Eder. No hi ha els canals de resclosa de l'esquerra, els quals no van ser substituïts després de l'atac.

La Vall d'Eder estava coberta per una densa boira, però no estava defensat. La complicada topografia dels turons que l'envoltaven feien que l'aproximació fos difícil i el primer avió, el de Shannon, va haver de donar 6 voltes abans de llançar-se a l'atac. Maudslay (Z de Zebra) intentà atacar, però la bomba picà contra la part superior de la presa i l'avió quedà molt danyat. Shannon va donar una nova volta i aconseguí llançar la seva bomba amb èxit. La darrera bomba de la formació, llançada per l'avió de Knight (N de Nut), va fer rebentar la presa.

### Atac sobre les Preses de Sorpe i Ennepe
La presa de Sorpe era la que menys possibilitats tenia de ser destruïda. Era una presa de terra enorme, en comptes de les preses de ciment i acer que s'havien atacat amb èxit. A causa de diversos problemes, només tres Lancasters van arribar a la presa de Sorpe: Joe McCarthy (T de Tommy, un avió retardat de la segona onada) i després Brown (F de Freddie) i Anderson (Y de York), tots ells de la tercera formació. Aquest atac diferia dels anteriors en dos punts: la bomba "Upkeep" no estava filada, i l'aproximació es va fer a través de la longitud de la vall, no per l'angle recte de la presa, a causa de la topografia de la vall.
L'avió de McCarthy estava bé quan arribà a la presa de Sorpe a les 00:15, i descobrí que l'aproximació seria encara més difícil del que s'esperava: el vol el portà sobre una església a Langscheid, situat sobre la cresta d'un turó que dominava la presa. Amb només pocs segons de vol abans que el bombarder hagués d'enlairar-se, per evitar impactar amb el turó de l'altre costat de la presa, el bombarder Geroge Johnson no tenia temps de corregir l'alçada i direcció de la bomba.
McCarthy va haver de fer fins a 9 temptatives d'aproximació abans de donar-se per satisfet. La bomba Upkeep va ser llançada en la desena volta (això va ser possible perquè els alemanys creien que aquesta presa era invulnerable a un atac aeri, i no havien situat canons antiaeris en aquesta zona). La bomba explotà, però quan va fer girar el seu Lancaster per confirmar els danys s'adonà que només una secció de la cresta de la presa havia estat destruïda, mentre que el cos principal de la presa seguia funcional.
Mentrestant, tres dels avions de reserva havien estat dirigits cap a la Presa Sorpe. Burpee ("S de Sugar") mai no arriba, i es determinà que l'avió havia estat abatut mentre que sobrevolava l'aeròdrom de Gilze-Rijen. Brown ("F de Freddy") arribà a la presa de Sorpe, però no va poder llançar bé la bomba a causa de la cada vegada més densa boira i no aconseguí atacar l'objectiu. Anderson ("Y de York") arribà el darrer, però per llavors la boira ja era massa espessa per ni tan sols intentar sobrevolar la zona. Els altres dos bombarders van ser enviats a objectius secundaris, amb Ottley ("C de Charlie") sent abatut mentre que es dirigia a la presa de Lister. Townsend ("O de Orange") aconseguí llançar la seva bomba a la presa d'Ennepe, però no li va causar danys.

### El possible atac sobre la Presa de Bever
Hi ha algunes evidències conforme Townsend podria haver atacat la Presa de Bever per error en comptes de la d'Ennepe. Townsend informà que creia que el mapa de la presa d'Ennepe era incorrecte. La presa de Bever estava situada a només 8 km al sud-oest de la d'Ennepe, i totes dues tenien una topografia semblant. Amb la boira cobrint tota aquella zona, podria haver estat comprensible que hagués confós els dos llacs. El Diari de Guerra de l'Estat Major Naval alemany informà que la presa de Bever havia estat atacada gairebé al mateix temps que la de Sorpe. A més, l'autoritat responsable de la presa de Bever informà que havia recuperat les restes d'una mina. Paul Keiser, un soldat de 19 anys de permís a casa seva, prop de la presa de Bever, també informà que un bombarder havia fet diverses aproximacions a la presa i que havia llençat una bomba que havia causat una gran explosió i una gran flamarada.
John Sweetman, autor del llibre The Dambusters' Raid, suggereix que l'informe de Townsend sobre el reflex de la Lluna sobre l'aigua és consistent amb l'atac i que es dirigia cap a la presa de Bever més que no pas la d'Ennepe, donada l'azimut i l'alçada de la Lluna durant els atacs. Sweetman també senyala que l'autoritat Ennepe-Wasserverband informà que només una única bomba va caure prop de la presa d'Ennepe durant tota la guerra, i que aquesta va caure al bosc del costat de la presa, no a l'aigua, com afirma l'informe de Townsend. Finalment, els membres de la tripulació de Towsend van informar independentment haver vist una casa i haver atacat una presa de terra, la qual cosa concorda més amb la presa de Bever que no pas la d'Ennepe. La prova principal que dona suport a la hipòtesi de l'atac a la presa d'Ennepe és que a l'informe de Townsend diu que atacà la presa en una direcció de 355º magnètics. Assumint que la direcció fos incorrecta, totes les altres proves apunten cap a un atac sobre la presa de Bever.

### El vol de retorn
Durant el vol de retorn, volant de nou a nivell dels arbres, es van perdre dos Lancasters més. El "Z for Zebra" va ser abatut pel foc antiaeri prop de Netterden, i el de Young va ser destruït pel foc antiaeri al nord de IJmuiden, i s'estavellà al mar del Nord just davant de la costa dels Països Baixos.
Els nou avions supervivents van començar a aterrar a Scampton a les 03:11, amb Gibson tornant a les 04:15. El darrer avió supervivent, el bombarder de Townsend, aterrà a les 06:15.

## Avions participants
| Senyal de l'avió | Comandant                   | Objectiu       | Retornà?      | Notes |
| Primera Onada    | Primera Onada               | Primera Onada  | Primera Onada | Primera Onada                                                                                                 |
| ---------------- | --------------------------- | -------------- | ------------- | --- |
| G George         | Comandant d'Ala Guy Gibson  | Presa de Möhne | Si            | Comandant de l'Atac. La mina explotà curta. Usà l'avió per allunyar el foc antiaeri dels altres bombarders.   |
| M Mother         | Tinent de Vol Hopgood       | Presa de Möhne | No            | Tocat pel foc antiaeri. La mina sobrepasà la presa. Abatur sobre l'objectiu mentre que atacava.               |
| P Peter (Popsie) | Tinent de Vol Harold Martin | Presa de Möhne | Si            | La mina perdé l'objectiu.                                                                                     |
| A Apple          | Cap d'Esquadró Dinghy Young | Presa de Möhne | No            | La Mina impactà l'objectiu i causà una petita escletxa. Abatut sobre la costa neerlandesa mentre que tornava. |
| J Johnny         | Tinent de Vol David Maltby  | Presa de Möhne | Si            | La Mina impactà l'objectiu i causà una gran escletxa.                                                         |
| L Leather        | Tinent de Vol Shannon       | Eder Dam       | Si            | La Mina impactà l'objectiu — sense efecte.                                                                    |
| Z Zebra          | Cap d'Esquadró Maudslay     | Eder Dam       | No            | La mina superà l'objectiu i danyà el bombarder, que va ser abatut sobre Alemanya mentre intentava tornar.     |
| N Nancy (Nan)    | Oficial Pilot Knight        | Eder Dam       | Si            | La Mina impactà l'objectiu i causà una gran escletxa.                                                         |
| B Baker          | Tinent de Vol Astell        | N/A            | No            | Estavellat després de topar amb cables elèctrics d'alta tensió quan tornava.                                  |
| Segona Onada     |                             |                |               | |
| T Tommy          | Tinent de Vol McCarthy      | Sorpe Dam      | Si            | La Mina impactà l'objectiu — sense efecte aparent.                                                            |
| E Easy           | Tinent de Vol Barlow        | N/A            | No            | Estavellat després de topar amb cables elèctrics d'alta tensió quan tornava.                                  |
| K King           | Oficial Pilot Byers         | N/A            | No            | Abatut sobre la costa neerlandesa.                                                                            |
| H Harry          | Oficial Pilot Rice          | N/A            | Si            | Perdé la mina després de topar amb el mar. Tornà sense atacar cap objectiu.                                   |
| W Willie         | Tinent de Vol Munro         | N/A            | Si            | Danyat per foc antiaeri sobre la costa neerlandesa. Tornà sense atacar cap objectiu.                          |
| Tercera Onada    |                             |                |               | |
| Y York           | Sergent de Vol Anderson     | Sorpe Dam      | Si            | No va poder trobar l'objectiu a causa de la boira. Aterrà a Scampton amb una mina armada.                     |
| F Freddy         | Sergent de Vol Brown        | Sorpe Dam      | Si            | La Mina impactà l'objectiu — sense efecte aparent.                                                            |
| O Orange         | Sergent de Vol Townsend     | Ennepe Dam     | Si            | La Mina impactà l'objectiu — sense efecte aparent.                                                            |
| S Sugar          | Oficial Pilot Burpee        | N/A            | No            | Abatut sobre la costa neerlandesa quan tornava.                                                               |
| C Charlie        | Oficial Pilot Ottley        | N/A            | No            | Abatut sobre la Alemanya quan tornava.                                                                        |

## Valoració dels danys del bombardeig
El Comandament de Bombarders volia una valoració completa dels danys del bombardeig tan aviat com fos possible, i el comandant del 542è Esquadró va ser informat del temps estimat dels atacs. Un dels Spitfires de reconeixement fotogràfic de l'esquadró, pilotat per l'oficial de vol Frank "Jerry" Fray s'enlairà de RAF Benson a les 07:30 i arribà a la zona del Ruhr immediatament després de la primera llum, prenent fotografies de les preses trencades i de les inundacions. El pilot posteriorment descriuria l'experiència:
| « | Quan estava a unes 150 milles de la presa de Möhne, vaig poder veure la boira industrial sobre la zona del Ruhr i el que semblava ser un núvol a l'est. Volant de més a prop, vaig veure que el que semblava ser un núvol era el Sol brillant sobre l'aigua. Vaig mirar a la profunda vall que m'havia semblat tan tranquil·la només 3 dies abans (durant una missió de reconeixement anterior), però ara era un viu torrent. Tota la vall estava inundada amb només pegats de la terra més alta, les copes dels arbres i els campanars que sobresortien sobre l'aigua. Em vaig quedar aturat per la immensitat de tot allò. | » |

## Després de l'atac

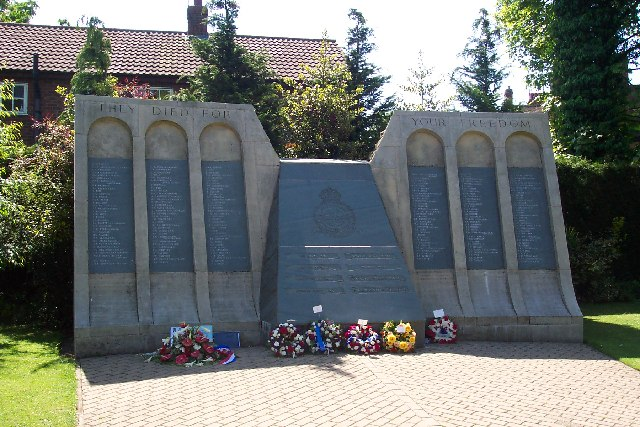
Memorial als membres que van participar en l'Operació Castigar a Woodhall Spa, Lincolnshire

Tres tripulacions van ser rescatades amb èxit, però un morí de les ferides mentre que els altres van ser capturats. Un dels tripulants va sobreviure quan l'avió s'estavellà. En total, 53 dels 133 aviadors que van participar en l'atac van morir, una taxa d'aproximadament el 40%. Dels supervivents, 34 van ser condecorats al Palau de Buckingham el 22 de juny, amb Gibson rebent la Creu Victòria. Van concedir-se cinc Ordes del Servei Distingit, deu Creus dels Vols Distingits i quatre Barres, dues Medalles per la Valentia Demostrada, onze Medalles dels Vols Distingitsi una Barra.
Les baixes alemanyes van estimar-se en uns 1.300 morts, incloent 749 presoners de guerra i treballadors francesos, belgues, holandesos i ucraïnesos.
Després d'una gira de relacions públiques als Estats Units i una temporada treballant al Ministeri de l'Aire de Londres escrivint el llibre que posteriorment es publicaria amb el títol Enemy Coast Ahead, Gibson va tornar a les operacions i va morir en una operació pilotant un Mosquito el 1944.
Després dels atacs contra les preses, el 617è Esquadró va continuar com una unitat especialitzada. La insígnia de l'esquadró va escollir el lema "Après moi le déluge" ("Després de mi el Diluvi"). El lema podria haver estat triat pel Rei.
L'esquadró posteriorment participaria en un atac contra el cuirassat Tirpitz, usant una avançada bomba que permetia atacar petits objectius amb un gran nivell de fiabilitat que no s'obtenia amb tècniques convencionals. Actualment l'esquadró encara resta actiu.

El 1977, el 56è article del I Protocol de l'esmena a la Convenció de Ginebra senyalava com a il·legals els atacs contra les preses "si un atac així podia causar l'alliberament de forces perilloses i causar greus danys entre la població civil."

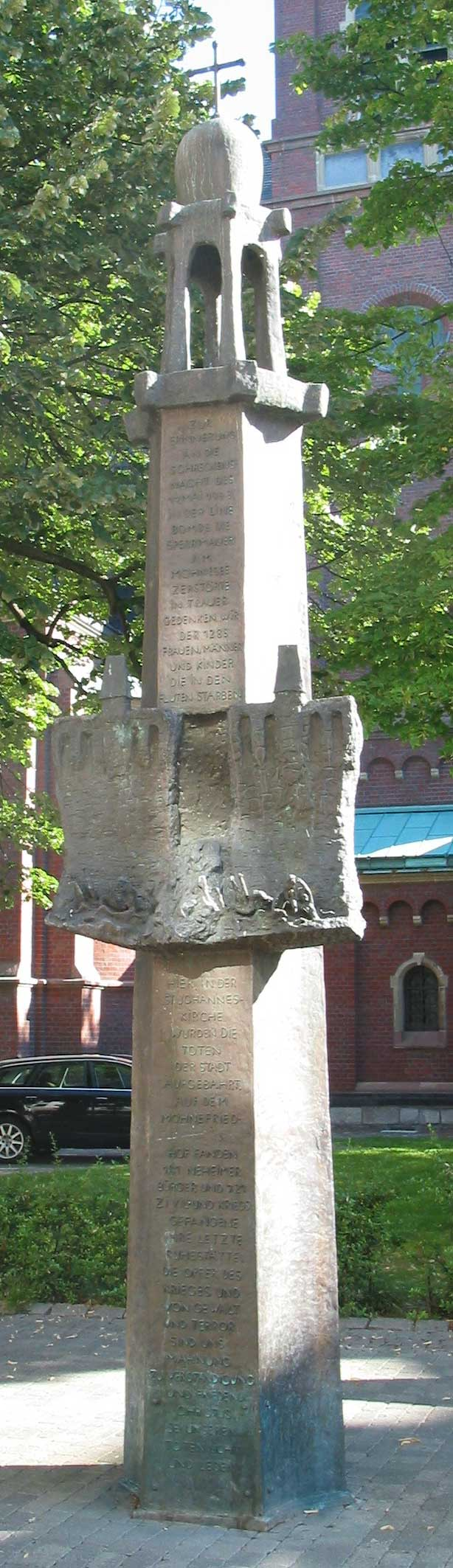
Memorial als alemanys morts a Neheim, a 7 km de la Presa de Möhne

### Condecoracions
Creu Victòria
- Comandant d'Ala G.P. Gibson DSO, DFC

 Medalla per la Valentia Demostrada
- Sergent de Vol K.W. Brown
- Sergent de Vol W.C. Townsend

 Orde del Servei Distingit
- Tinent de Vol D.J. Shannon
- Tinent de Vol J.C. Mccarthy DFC
- Oficial Pilot L.G. Knight DFC
- Cap d'Esquadró D.J.H. Maltby DFC
- Tinent de Vol H.B. Martin DFC

 Barra a la Creu dels Vols Distingits
- Oficial de Vol D.R. Walker DFC
- Tinent de Vol R.E.F. Hutchison DFC
- Tinent de Vol J.F. Leggo DFC
- Tinent de Vol R.C. Hay DFC

 Creu dels Vols Distingits
- Oficial de Vol L. Chambers.
- Oficial Pilot C.L. Howard
- Oficial Pilot G.A. Deering
- Oficial Pilot H.T. Taerum
- Oficial Pilot F.M. Spafford DFM
- Tinent de Vol R.D. Trevor-Roper DFM
- Oficial Pilot J. Fort
- Oficial de Vol H.S. Hobday
- Oficial de Vol E.C. Johnson
- Oficial Pilot J. Buckley

 Barra a la Medalla dels Vols Distingits
- Sergent C.E. Franklin DFM

 Medalla dels Vols Distingits
- Sergent de Vol T.D. Simpson
- Sergent de Vol L.J. Sumpter
- Sergent D.P. Heal
- Sergent de Vol D.A. Mclean
- Sergent S. Oancia
- Sergent G. L. Johnson
- Sergent de Vol G.A. Chalmers
- Sergent V. Nicholson
- Sergent Wilkinson
- Sergent J. Pulford
- Sergent D.E. Webb

## Efecte sobre la guerra

### El punt de vista tàctic
Els llacs Möhne i Eder lliuraven 330 milions de tones d'aigua (687 metres cúbics) a la regió occidental del Ruhr. Les mines van quedar inundades i les cases, fàbriques, carreteres, ferrocarrils i ponts van ser destruïts quan la inundació s'estengué per més de 80 km. L'Eder s'estengué cap a l'est a Fulda, inundant camps de llavor i diverses pobles. Les estimacions mostren que la producció d'aigua al Ruhr abans del 15 de maig de 1943 era d'un milió de tones, caient a una quarta part del nivell després de l'atac.
En termes de morts, d'acord amb les darreres fonts, almenys van morir 1.650 persones: unes 70 a la vall d'Eder, i com a mínim van trobar-se 1.579 cossos als rius Möhne i Ruhr, amb centenars de desapareguts. 1.026 dels cossos trobats al curs del Möhne eren de presoners de guerra i de treballadors estrangers de diversos camps, principalment provinents de la Unió Soviètica. La pitjor part se la va emportar la ciutat de Neheim, situada a la confluència dels rius Möhne i Ruhr, on van morir unes 800 persones, entre elles 526 treballadores forçades soviètiques.
Després de l'operació, Barnes Wallis va escriure "Crec que hem donat un cop a Alemanya del que no es podrà recuperar en anys". Però, després d'una inspecció, l'operació Castigar no va tenir l'efecte militar que es va pensar en el seu moment. El 27 de juny ja s'havia solucionat la inundació, gràcies a un sistema inaugurat just l'any abans, i les centrals hidroelèctriques produïen energia a plena capacitat. L'atac va ser molt costós en vides, la meitat de les quals eren de presoners de guerra i treballadors forçats, però no va ser més que un inconvenient menor per a la capacitat industrial del Ruhr.
Al llibre "Dins del Tercer Reich", Albert Speer comenta que la destrucció d'una única presa no tenia cap propòsit, però que en canvi al no atacar-ne'n més, va ser una gran oportunitat perduda per als Aliats.
El valor del bombardeig potser cal veure'l pels efectes a la moral britànica, car mostrava que també ell podien colpejar als alemanys i donava esperança a un poble acostumat a viure enmig dels bombardeigs.

### El punt de vista estratègic
L'Atac a les Preses va ser vist, com molts atacs aeris britànics, vist des de la perspectiva de fer que els alemanys haguessin de mantenir un esforç defensiu dins de la mateixa alemanya, lluny dels teatres de guerra actius, una política que culminà en els atacs a Berlín de l'hivern 1943-44. Al maig de 1943 això significava mantenir la Luftwaffe i les forces de defensa antiaèria lluny de la Unió Soviètica; mentre que a inicis de 1944 significà preparar el terreny per a la propera operació Overlord.
L'efecte major i més inesperat va ser el causat contra la producció de menjar alemany. La vall del Ruhr era una font vital de menjar, i un gran nombre de terra de treball es convertí en inútil i nombrosos caps de bestiar van morir. Això va causar immediatament un efecte negatiu en la moral alemanya. A més, les fotografies de les preses destruïdes va ser molt útil per a la propaganda i la moral aliades, especialment al Regne Unit.
Les idees de Wallis sobre les bombes terratrèmol, que anteriorment havien estat rebutjades, ara van ser acceptades per mariscal de l'aire 'Bomber' Harris. Abans d'aquest atac, la pràctica havia estat el bombardeig d'àrea, amb moltes bombes lleugeres, amb l'esperança que almenys una tocaria l'objectiu. Els treballs sobre la bomba terratrèmol resultaren en les bombes Tallboy i Grand Slam, que van causar greus danys en la infraestructura alemanya en les darreres etapes de la guerra. Van deixar inservible l'edifici de muntatge de les V-2, van enterrar els canons V-3, van enfonsar el cuirassat Tirpitz i van destruir molts ponts i d'altres instal·lacions. Entre aquests èxits cal destacar la base de submarins de Brest, on penetraren fins a 6 metres de sostre, així com el Túnel Saumur.

### El punt de vista diplomàtic
Un motiu de gran importància per llançar l'atac era persuadir a Stalin que el Regne Unit podia ser un aliat efectiu. En aquells moments la guerra es trobava al seu punt intermedi, amb els Estats Units recent entrats a la guerra al costat de Gran Bretanya després de l'atac a Pearl Harbor. La invasió alemanya de la Unió Soviètica havia fet que la Unió Soviètica també entrés a la guerra, patint greus pèrdues davant les forces armades alemanyes. A causa de la seriositat de la situació per la Unió Soviètica durant aquest període, Stalin sovint reclamava l'obertura d'un segon front: l'atac dels Dambusters demostrà que els britànics també estaven colpejant als alemanys mentre que es preparaven per a l'alliberament de l'Europa Occidental. Tot i això, en aquells moments, l'Exèrcit Roig havia destruït un exèrcit alemany a Stalingrad i estava a punt de començar una contra-ofensiva al Don i al Volga. L'atac de les preses va permetre a Churchill, llavors en negociacions amb els nous aliats, a mostrar un atac efectiu al cor de l'aparentment invencible Tercer Reich. Com a resultat, se'l van prendre molt més seriosament. L'atac va tenir molta més rellevància amb Stalin, però no tant als Estats Units. Tot i que Churchill s'entenia amb Roosevelt, molts dels membres de l'estat major americà no estaven tan convençuts del valor de l'experiència i la capacitat britànica.

## L'Atac dels Dambusters a la cultura popular
- El 1955 s'estrenà The Dam Busters, una pel·lícula sobre l'atac que va ser molt popular. La seva descripció de l'atac, juntament amb una seqüència semblant a la pel·lícula, serví d'inspiració per l'atac per les trinxeres de l'Estrella de la Mort a Star Wars: A New Hope. El personatge Pink està veient  The Dam Busters  a la pel·lícula Pink Floyd The Wall, de 1982.
- El 1984 es va llançar un simulador de vol de combat per a Commodore 64, The Dam Busters, basat en l'operació.
- L'1 de setembre de 2006 s'anuncià que Peter Jackson produiria un remake de la pel·lícula de 1955, que hauria de ser dirigit per Christian Rivers.
- El 16 de maig de 2008 es descobrí un memorial per marcar el 65è aniversari de l'atac a Derwent Reservoir, Derbyshire, sobrevolat per un Lancaster, un Spitfire i un Hurricane. Hi va assistir Les Munro, l'únic pilot participant supervivent, i Richard Todd, l'actor que interpretà al Comandant d'Ala Guy Gibson a la pel·lícula de 1955.